# Jan Karpíšek
Jan Karpíšek (* 15. března 1981, Jihlava, Československo) je český malíř, kurátor, performer a včelař, známý svou spoluprací se včelami v umělecké tvorbě. 

## Život
Po gymnáziu v Třeboni (1993–1999) studoval v letech 1999–2005 na Fakultě výtvarných umění VUT v Brně u prof. Martina Mainera (Atelier Malba II).  
V roce 2002 absolvoval stáž v atelieru Performance u prof. Tomáš Ruller.  
Jeho práce se zaměřuje na témata jako plynutí času, spiritualita a spojení krajiny, těla a duše.  
Karpíšek žije v Soběšicích v Brně a má tři syny. Aktivně se věnuje včelaření, permakultuře a meditační praxi Zazen, kterou studoval u svého učitele Mikea Eida Luetchforda.  
V roce 2018 ho Luetchford také oddával v jeskyni Kostelík.  
V rámci svého zenového studia přijal Karpíšek buddhistické předpisy, při níž mu Luetchford předal rakusu.

## Ocenění
- Cena děkana, Brno, 2003 [zdroj?]
- 2. místo v konfrontaci Artkontakt, Brno, 2004[6]
- Finalista, Dave Bown Projects, 11th semiannual competition, New York City, 2015[7]

## Výběr samostatných výstav
- "Zjemnit-se", Opobchod - kupectví a posečkávárna, Jemnice, 18. února–17. května 2024
- "Svět podle plánu", (společně s Jonášem Karlem Karpíškem), Galerie Umakart, Brno, 6. září–2. října 2022
- "Úl v Ji-Hlavě", Galerie Nonstrop, Jihlava, 3. srpna–31. října 2022
- "Hodina dějepisu", Škola Labyrinth, Brno, 1. září–21. listopadu 2021
- "Vývěr ze sbírek", Galerie Josefa Jambora, Tišnov, 8. srpna–27. září 2020
- "Včelí obrazy", Alternativa, Oblastní galerie Vysočiny, Jihlava, 13. září–14. října 2018
- "Včelie obrazy", Diera do sveta, Liptovský Mikuláš, Slovensko, 21. července–31. srpna 2018
- "Art with Bees", Deptford Cinema, Londýn, 16.–31. března 2017
- "Vrstva iluze", Galerie U kolen / Tři ocásci, Brno, 10. října–11. listopadu 2016
- "Tryzna za rostliny", (s Ondřejem Malečkem), Galerie Na shledanou, hřbitov Malšice, Volyně, 27. srpna 2016–1. září 2017
- "Realita je zázrak" (akce VýTěr, spolu s Ondřejem Horákem, kurátorka Dominika Halvová), Galerie Off/Format, Brno, 11.–17. března 2015
- "Hypotéka na kabát", Galerie Dole, Antikvariát Fiducia, Ostrava, 27. ledna–7. března 2014
- "Plynutí času" (Performance), Festival Nová Média, Cheb, 2003